# Джо Гаучі
Джо Ентоні Гаучі (англ. Joe Anthony Gauci; нар. 4 липня 2000, Аделаїда) — австралійський футболіст, воротар англійського клубу «Астон Вілла» і збірної Австралії.

## Клубна кар'єра
Вихованець клубів «Ваїхеке Юнайтед», «Камберленд Юнайтед», «Сентрал-Кост Марінерс» і «Мельбурн Сіті». 2019 року дебютував за команду дубля «Мельбурн Сіті».

### «Аделаїда Юнайтед»
2020 року перейшов в клуб «Аделаїда Юнайтед».
13 березня 2021 року в матчі проти «Мельбурн Вікторі» дебютував в A-Лізі. 28 березня в матчі А-Ліги проти «Сіднею» зіграв свій перший «сухий» матч. 13 травня отримав стегна, через яку пропустив залишок сезону. Всього в сезоні 2020–21 зіграв 10 матчів за «Аделаїда Юнайтед», в яких провів 3 «сухих» поєдинки, в результаті чого 25 травня продовжив контракт з клубом ще на два роки.
Повернувшись на поле після 7-місячної перерви, 8 січня 2022 року, вперше зіграв після травми в матчі проти «Мельбурн Вікторі». 26 березня 2022 року в матчі проти «Сентрал-Кост Марінерс» отримав пряму червону картку на 27-й хвилині гри після зіткнення із Марко Уреньєю.
4 лютого 2023 року матч чемпіонату проти «Брисбен Роар» став для нього ювілейним, 50-м, в складі «Аделаїда Юнайтед» в усіх турнірах. 26 лютого провів свій 50-й поєдинок в А-Лізі проти «Мельбурн Вікторі». 13 квітня продовжив контракт з клубом, що розрахований до 2026 року. За підсумками сезону 2022–23 увійшов до символічної «команди року» А-Ліги за версією Професіональної футбольної асоціації (ПФА).
Сезон 2023–24 розпочав в «Аделаїда Юнайтед», за яку провів 10 матчів і пропустив 17 м'ячів, а також зіграв 2 «сухих» поєдинка.

### «Астон Вілла»
1 лютого 2024 року перейшов в клуб англійської Прем'єр-ліги «Астон Вілла», підписавши контракт до 2028 року. Сума трансферу становила 1,5 млн євро з урахуванням бонусів.
24 вересня 2024 року дебютував за «Астон Віллу» в матчі Кубка ліги проти клубу «Віком Вондерерз».

#### Оренда в «Барнслі»
30 січня 2025 року на правах оренди перейшов в клуб Першої ліги «Барнслі» до кінця сезону. 1 лютого дебютував за нову команду в матчі Першої ліги проти «Бертон Альбіон», зігравши «сухий» поєдинок.

## Кар'єра в збірній
В березні 2022 року вперше викликаний до тренувального табору збірної Австралії для участі в матчах відбіркового турніру до чемпіонату світу 2022 проти збірних Японії та Саудівської Аравії. В червні 2022 року виступав за збірну Австралії (до 23 років) на молодіжному Кубку Азії 2023 року в Узбекистані, де зіграв 5 матчів, а австралійці поступилися в матчі за 3-тє місце японцям.
В березні 2023 року знову отримав виклик до збірної для участі у двох товариських матчах проти збірної Еквадору. 28 березня дебютував за збірну в другому матчі проти Еквадору.
22 грудня 2023 року був включений в офіційну заявку збірної Австралії для участі в матчах фінальної частини Кубка Азії 2023. На турнірі був дублером Метью Раяна і на поле не виходив, а збірна Австралія дійшла до 1/4 фіналу, де поступилась збірній Південної Кореї.

## Особисте життя
Має мальтійське коріння.

## Статистика виступів

### Клубна статистика
Станом на 3 травня 2025 
| Клуб                  | Сезон             | Чемпіонат         | Чемпіонат | Чемпіонат | Кубок | Кубок | Кубок ліги | Кубок ліги | Єврокубки | Єврокубки | Всього | Всього |
| Клуб                  | Сезон             | Дивізіон          | Матчі     | Голи      | Матчі | Голи  | Матчі      | Голи       | Матчі     | Голи      | Матчі  | Голи   |
| --------------------- | ----------------- | ----------------- | --------- | --------- | ----- | ----- | ---------- | ---------- | --------- | --------- | ------ | ------ |
| Сентрал-Кост Марінерс | 2018–19           | А-Ліга            | 0         | 0         | 0     | 0     | —          | —          | —         | —         | 0      | 0      |
| Мельбурн Сіті         | 2019–20           | А-Ліга            | 0         | 0         | 0     | 0     | 0          | 0          | —         | —         | 0      | 0      |
| Аделаїда Юнайтед      | 2020–21           | А-Ліга            | 10        | 0         | 0     | 0     | 0          | 0          | —         | —         | 10     | 0      |
| Аделаїда Юнайтед      | 2021–22           | А-Ліга            | 19        | 0         | 3     | 0     | 3          | 0          | —         | —         | 25     | 0      |
| Аделаїда Юнайтед      | 2022–23           | А-Ліга            | 26        | 0         | 2     | 0     | 3          | 0          | —         | —         | 31     | 0      |
| Аделаїда Юнайтед      | 2023–24           | А-Ліга            | 10        | 0         | 0     | 0     | 0          | 0          | —         | —         | 10     | 0      |
| Аделаїда Юнайтед      | Всього            | Всього            | 65        | 0         | 5     | 0     | 6          | 0          | —         | —         | 76     | 0      |
| Астон Вілла           | 2023–24           | Прем'єр-ліга      | 0         | 0         | 0     | 0     | —          | —          | 0         | 0         | 0      | 0      |
| Астон Вілла           | 2024–25           | Прем'єр-ліга      | 0         | 0         | 0     | 0     | 2          | –3         | 0         | 0         | 2      | –3     |
| Астон Вілла           | Всього            | Всього            | 0         | 0         | 0     | 0     | 2          | –3         | 0         | 0         | 2      | –3     |
| → Барнслі             | 2024–25           | Перша ліга        | 7         | –9        | 0     | 0     | —          | —          | —         | —         | 7      | –9     |
| Всього за кар'єру     | Всього за кар'єру | Всього за кар'єру | 71        | 0         | 5     | 0     | 8          | 0          | 0         | 0         | 81     | 0      |

1. ↑  Кубок Австралії, Кубок Англії
2. ↑  включаючи плей-оф А-Ліги

### Міжнародна статистика
Станом на 14 листопада 2024
| Збірна            | Сезон             | Товариські | Товариські | Офіційні | Офіційні | Всього | Всього |
| Збірна            | Сезон             | Ігри       | Голи       | Ігри     | Голи     | Ігри   | Голи   |
| ----------------- | ----------------- | ---------- | ---------- | -------- | -------- | ------ | ------ |
| Австралія         |                   |            |            |          |          |        |        |
| 2023              | 1                 | –2         | 0          | 0        | 1        | –2     |        |
| 2024              | 1                 | 0          | 5          | –2       | 6        | –2     |        |
| Всього за кар'єру | Всього за кар'єру | 2          | –2         | 5        | –2       | 7      | –4     |

### Матчі за збірну
Станом на 14 листопада 2024
| Матчі Джо Гаучі за збірну Австралії | Матчі Джо Гаучі за збірну Австралії | Матчі Джо Гаучі за збірну Австралії | Матчі Джо Гаучі за збірну Австралії | Матчі Джо Гаучі за збірну Австралії | Матчі Джо Гаучі за збірну Австралії | Матчі Джо Гаучі за збірну Австралії | Матчі Джо Гаучі за збірну Австралії |
| №                                   | Дата                                | Суперник                            | Рахунок                             | Голи                                | Картки                              | Хвилини                             | Змагання                            |
| ----------------------------------- | ----------------------------------- | ----------------------------------- | ----------------------------------- | ----------------------------------- | ----------------------------------- | ----------------------------------- | ----------------------------------- |
| 1                                   | 28 березня 2023                     | Еквадор                             | 1–2                                 | –2                                  |                                     | 90'                                 | Товариський матч                    |
| 2                                   | 6 січня 2024                        | Бахрейн                             | 2–0                                 |                                     |                                     | 90'                                 | Товариський матч                    |
| 3                                   | 6 червня 2024                       | Бангладеш                           | 2–0                                 |                                     |                                     | 90'                                 | Відбіркові матчі ЧС-2026            |
| 4                                   | 11 червня 2024                      | Палестина                           | 5–0                                 |                                     |                                     | 90'                                 | Відбіркові матчі ЧС-2026            |
| 5                                   | 10 жовтня 2024                      | КНР                                 | 3–1                                 | –1                                  |                                     | 90'                                 | Відбіркові матчі ЧС-2026            |
| 6                                   | 15 жовтня 2024                      | Японія                              | 1–1                                 | –1                                  |                                     | 90'                                 | Відбіркові матчі ЧС-2026            |
| 7                                   | 14 листопада 2024                   | Саудівська Аравія                   | 0–0                                 |                                     |                                     | 90'                                 | Відбіркові матчі ЧС-2026            |

Всього: 7 матчів / 4 пропущені голи; 4 перемоги, 2 нічиї, 1 поразка.

## Досягнення
Особисті досягнення
- Член «команди року» А-ліги за версією ПФА: 2022–23[31]